# Ковила волосиста (пам'ятка природи, Черкаський район)
Ковила волосиста — ботанічна пам'ятка природи місцевого значення в Черкаському районі Черкаської області.

## Опис
Площа 1,4411 га. Як об'єкт природно-заповідного фонду створено рішенням Черкаської обласної ради від 20.09.2024 № 25-21/VIII.
Розташовано в адмінмежах м. Кам'янка Черкаської області.
Землекористувач та землевласник — Кам'янська міська рада.
Під охороною степова ділянка на правому березі р. Тясмин. На території пам'ятки природи зростають види, що занесені до Червоної книги України — ковила волосиста (Stipa capillata) та астрагал шерстистоквітковий (Astragalus dasyanthus). Територія об'єкта становить також цінність для збереження рідкісних видів грибів, зокрема, зморшка степового (Morchella steppicola). Серед рідкісних комах виявлено: махаон (Papilio machaon), стрічкарка блакитна (Catocala fraxini), джміль яскравий (Bombus pomorum).